# Cohors V Asturum

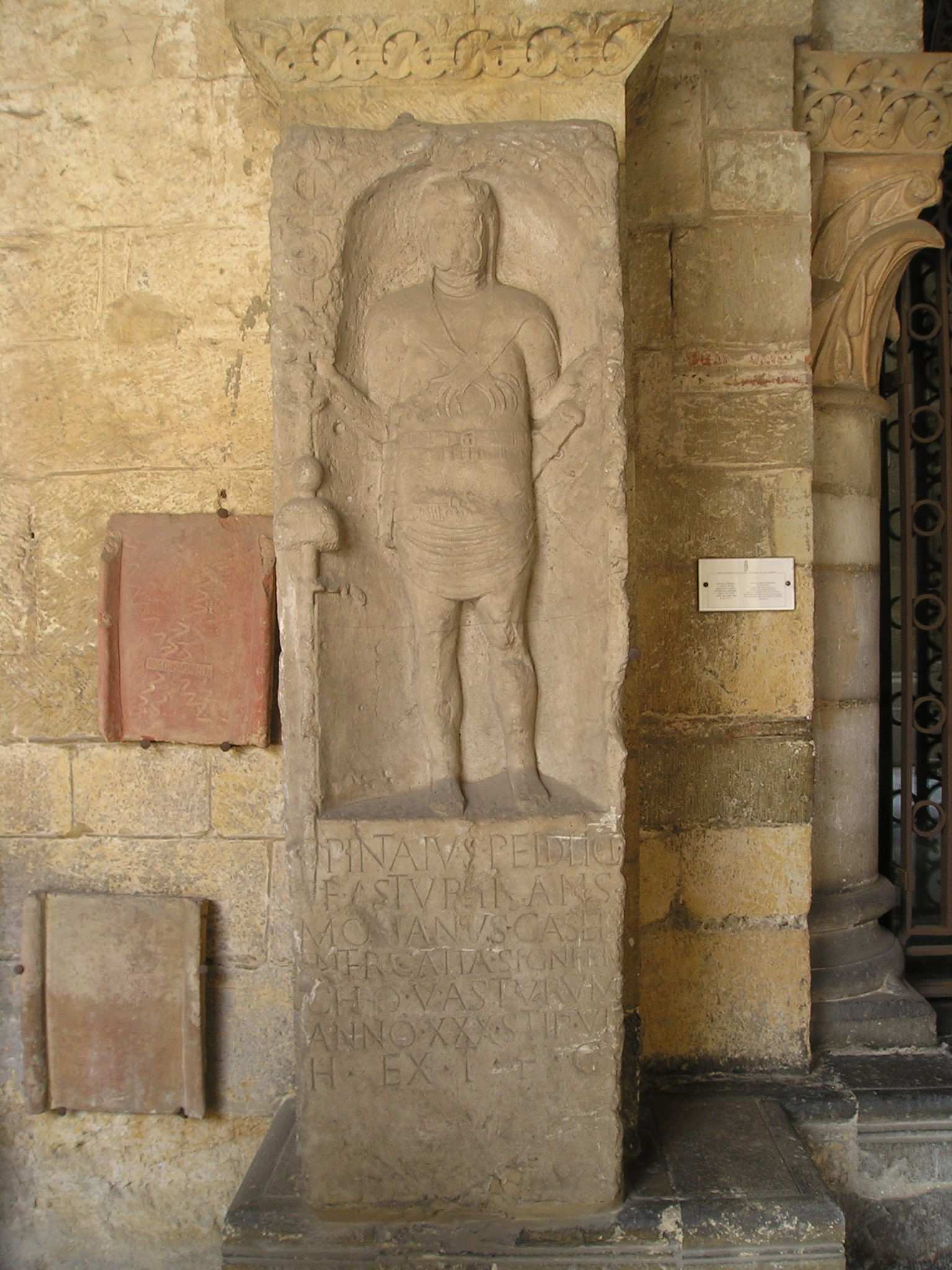
Der Grabstein des Pintaius, eines Signifer

Die Cohors V Asturum (deutsch 5. Kohorte der Asturer) war eine römische Auxiliareinheit. Sie ist durch Inschriften belegt.

## Namensbestandteile
- Asturum: der Asturer. Die Soldaten der Kohorte wurden bei Aufstellung der Einheit aus dem Volk der Asturer auf dem Gebiet des heutigen Asturiens rekrutiert.

Da es keine Hinweise auf die Namenszusätze milliaria (1000 Mann) und equitata (teilberitten) gibt, ist davon auszugehen, dass es sich um eine reine Infanterie-Kohorte, eine Cohors (quingenaria) peditata, handelt. Die Sollstärke der Einheit lag bei 480 Mann, bestehend aus 6 Centurien mit jeweils 80 Mann.

## Geschichte
Die Einheit war in Germania stationiert und wurde möglicherweise infolge des Bataveraufstands um 69/70 n. Chr. vernichtet oder danach zusammen mit der Legio I Germanica aufgelöst, da es für die Existenz der Kohorte nach dem Vierkaiserjahr keine Hinweise mehr gibt. Ein Beleg dafür dürfte auch die Versetzung des C. Aurelius Vegetus von der Cohors V Asturum zur Legio I Italica sein.

## Standorte
Standorte der Kohorte waren möglicherweise:
- Bonn: Der Grabstein des Pintaius wurde in Bonn gefunden.
- Grosser St. Bernhard: Die Bronzetafel des C. Iulius Antullus wurde am St. Bernhard Pass gefunden.

## Angehörige der Kohorte
Folgende Angehörige der Kohorte sind bekannt.

### Kommandeure
- C(aius) Iulius Antullus, ein Präfekt (CIL 5, 6874)

### Sonstige
- C(aius) Aurelius Vegetus[2], ein Soldat (AE 1999, 1333)
- Pintaius, ein Signifer (CIL 13, 8098)